# The Third Secret
The Third Secret is een Britse misdaadfilm uit 1964 onder regie van Charles Crichton.

## Verhaal
Als de vooraanstaande Londense psychiater Leo Whitset zichzelf van kant maakt, zijn al zijn collega's en patiënten met verstomming geslagen. Zijn tienerdochter Catherine is ervan overtuigd dat hij is vermoord. Ze schakelt de Amerikaanse nieuwscommentator Alex Stedman in om de ware toedracht te achterhalen. Hij ontdekt een opzienbarend geheim.

## Rolverdeling
| Acteur               | Personage           |
| -------------------- | ------------------- |
| Stephen Boyd         | Alex Stedman        |
| Jack Hawkins         | Frederick Belline   |
| Richard Attenborough | Alfred Price-Gorham |
| Diane Cilento        | Anne Tanner         |
| Pamela Franklin      | Catherine Whitset   |
| Paul Rogers          | Dr. Milton Gillen   |
| Alan Webb            | Alden Hoving        |
| Rachel Kempson       | Mildred Hoving      |
| Peter Sallis         | Lawrence Jacks      |
| Patience Collier     | Mevrouw Pelton      |
| Freda Jackson        | Mevrouw Bales       |
| Judi Dench           | Juffrouw Humphries  |
| Peter Copley         | Dr. Leo Whitset     |
| Nigel Davenport      | Lew Harding         |
| Charles Lloyd-Pack   | Dermot McHenry      |